# Tresillian
Tresillian – wieś w Anglii, w Kornwalii. Leży 43 km na północny wschód od miasta Penzance i 368 km na zachód od Londynu.